# خانه آصف
خانه آصف مربوط به دوره معاصر است و در کرمانشاه، ضلع غربی پل اجلالیه، جنب اداره مخابرات واقع شده و این اثر در تاریخ ۱۶ شهریور ۱۳۷۶ با شمارهٔ ثبت ۲۲۴۵ به‌عنوان یکی از آثار ملی ایران به ثبت رسیده است.